# Annus iam plenus
Annus iam plenus (en español, transcurrido ya un año), es la décima encíclica de Benedicto XV, datada el 1 de diciembre de 1920, séptimo año de su pontificado. En ella pide a los obispos que en todas las iglesias se organice una colecta por las necesidades de los niños de Europa Central, afectados por las consecuencias de la Primera Guerra Mundial, colecta en la que se debe animar a participar especialmente a los niños de las naciones más ricas.  

## Precedentes
El papa había seguido con especial preocupación el desarrollo de la Gran Guerra, tratando sin resultados de detener el conflicto y de llegar a una paz verdadera. En la encíclica Quod iam diu, de 1 de diciembre de 1918, había prescrito oraciones públicas por la conferencia de paz que se estaba preparando, y que se celebraria en París.
En la encícilica Paterno iam diu, el 24 de noviembre de 1919, el papa había pedido ya a todos los hombres de buena voluntad que ofreciesen dinero, ropa y alimentos, en favor de los niños de Centro Europa, que padecían especialmente las consecuencias de la guerra. Petición que repite en esta nueva encíclica.

## Contenido
El papa comienza recordando la petición de ayuda que realizó al terminar la guerra:

Annus iam plenus est, cum, recenti adhuc bello, christianos omnes appellavimus, ut, Domini Nostri adventante Natali die, misericordia commoverentur puerorum Europae mediae, fame et inopia tam graviter laborantium ut macie extabescerent et mortem oppeterent. Implorationem vero Nostram, ab ea profectam caritate, quae universos, quotquot divinam imaginem in se referunt, nullo stirpium ac nationum discrimine, benigne complectitur, vehementer equidem laetamur non cecidisse irritam
Ha pasado ya un año desde que, tan pronto como terminó la guerra, hicimos una llamada a todos los cristianos para que, cerca de la Navidad de Nuestro Señor, se movieran a misericordia de los niños de Europa Central que sufrían tal hambre y miseria como para enflaquecer y sucumbir a la muerte. Estamos profundamente complacidos de que no haya sido vana nuestra imploración, inspirada en esa caridad que, sin ninguna diferencia de raza o nación, abraza a quienes representan la imagen divina dentro de sí mismos
Inicio de la encíclica Annus iam plenus

La respuesta a esa petición permitió hacer llegar la ayuda a muchos niños necesitados, pero las necesidades eran tantas que no todas pudieron resolverse, y a eso se añade que en el momento en que se pidió esa ayuda, la situación económica en muchos países no permitía facilitar lesa ayuda en la cuantía deseable. Por todo esto el papa repite ahora esa petición y lo hace precisamente ante la inminencia de la Navidad, un momento en el recuerdo del Niño Dios, un tiempo en el que los padres procuran alegrar a sus hijos con regalos, pueden mover el corazón a prestar esa ayuda a los niños desfavorecidos de Europa Central. 
El papa se dirige especialmente a los niños de las regiones más ricas, moviendo su generosidad para ayudar con comida y ropa a sus iguales que carecen de lo necesario. El Niño Jesús premiará, con su bendición y gracias celestiales, esta generosidad de los pequeños. Por esto, pide por ello a los Obispos, que el 28 de diciembre, día de los Santos Inocentes, o en el día festivo de precepto que lo preceda, se celebre una colecta con este fin. Estas ayudas, como sucedió con las que se obtuvieron tras la petición del año anterior, podrán ser distribuidas a través de la sociedad «Save the Children Fud». El papa comunica que, como hizo en aquella otra ocasión, asigna para esa ayuda una ofrenda de 100.000 liras italianas.